# 콜로세움 (만화)
《콜로세움》은 매주 수요일 Meen, 한큰빛이 다음 웹툰에서 연재하는 웹툰이다.